# گرگ پنس
گرگوری جوزف پنس (انگلیسی: Greg Pence؛ زادهٔ ۱۴ نوامبر ۱۹۵۶) بیزنس‌من و سیاستمدار آمریکایی است. او نماینده حوزه انتخابیه ششم ایندیانا در مجلس نمایندگان ایالات متحده آمریکا است. او برادر بزرگتر معاون رئیس جمهور آمریکا مایک پنس است.